# Vô Tranh, Thái Nguyên
Vô Tranh là một xã thuộc tỉnh Thái Nguyên, Việt Nam.

## Địa lý
Xã Vô Tranh có vị trí địa lý:
- Phía đông giáp xã Văn Lăng, xã Đồng Hỷ và phường Quan Triều
- Phía tây giáp xã Phú Lương
- Phía nam giáp xã An Khánh và phường Quan Triều
- Phía bắc giáp xã Văn Lăng và xã Phú Lương.

Xã Vô Tranh có diện tích 83,53 km², dân số năm 2025 là 38.253 người. Khu vực được định hướng tập trung phát triển sản xuất nông nghiệp, chế biến chè, nông - lâm sản, dịch vụ, kinh tế nông thôn và du lịch sinh thái. Trên địa bàn có một số doanh nghiệp hoạt động hiệu qủa trong các lĩnh vực như vật liệu xây dựng, cơ khí, chế biến gỗ và chè chất lượng cao. Hạ tầng giao thông của xã có các tuyến quốc lộ 3, quốc lộ 37 và các tuyến đường huyện, đường xã. Sông Cầu chảy qua địa bàn xã Vô Tranh, là nguồn cung cấp nước chủ yếu cho sinh hoạt và sản xuất trên địa bàn, sông Cầu cũng là tuyến đường thủy quan trọng vào thời Pháp thuộc.

## Lịch sử
Tháng 6 năm 2025, xã Vô Tranh được thành lập trên cơ sở nhập toàn bộ diện tích tự nhiên, quy mô dân số của xã Tức Tranh (diện tích tự nhiên là 25,47 km²; dân số là 10.317 người); xã Cổ Lũng (diện tích tự nhiên là 16,93 km²; dân số là 10.798 người); xã Vô Tranh (diện tích tự nhiên là 18,36 km²; dân số là 10.317 người) và xã Phú Đô (diện tích tự nhiên là 22,77 km²; dân số là 6.821 người) của huyện Phú Lương. Trụ sở làm việc của xã nằm tại xã cũ.

## Hành chính
Đến năm 2009, xã Vô Tranh được chia thành 25 xóm: xóm 1/5, Bình Long, Cầu Bình 1, Cầu Bình 2, Liên Hồng 1, Liên Hồng 2, Liên Hồng 3, Liên Hồng 4, Liên Hồng 5, Liên Hồng 6, Liên Hồng 7, Liên Hồng 8, Tân Bình 1, Tân Bình 2, Tân Bình 3, Tân Bình 4, Thống Nhất 1, Thống Nhất 2, Thống Nhất 3, Thống Nhất 4, Toàn Thắng, Trung Thành 1, Trung Thành 2, Trung Thành 3, Trung Thành 4.
Đến năm 2009, xã Tức Tranh được chia thành 24 xóm: Bãi Bằng, Đập Tràn, Đồng Danh, Đồng Hút, Khe Cốc, Minh Hợp, Quyết Thắng, Quyết Tiến, Tân Hòa, Tân Thái, Thâm Găng.
Đến năm 2009, xã Phú Đô được chia thành 25 xóm: Ao Cống, Cúc Lùng, Khe Vàng 1, Khe Vàng 2, Khe Vàng 3, Làng Vu 1, Làng Vu 2, Mới, Na Sàng, Núi Bắc, Núi Phật, Pháng 1, Pháng 2, Pháng 3, Phú Đô 1, Phú Đô 2, Phú Nam 1, Phú Nam 2, Phú Nam 3, Phú Nam 4, Phú Nam 5, Phú Nam 6, Phú Nam 7, Phú Nam 8, Phú Thọ.
Đến năm 2009, xã Cổ Lũng được chia thành 18 xóm: xóm 9, Bá Sơn, Bãi Nha, Bờ Đậu, Cây Cài, Cây Lán, Cây Thị, Cổ Lũng, Cổng Đồn, Dọc Cọ, Đồi Chè, Đồng Sang, Đường Goòng, Làng Đông, Làng Ngói, Làng Phan, Nam Sơn, Tân Long.